# Brachypholis assiniensis
Brachypholis assiniensis is een keversoort uit de familie bladsprietkevers (Scarabaeidae). De wetenschappelijke naam van de soort is voor het eerst geldig gepubliceerd in 1917 door Moser.